# Justicia cuneifolia
Justicia cuneifolia es una especie de planta floral del género Justicia, familia Acanthaceae.
Es nativa del Nordeste de Brasil.